# Kórházi szociális munka
A kórházi szociális munka a szociális munka egyik területe, melynek során a betegek, illetve családjuk, közösségük szociális problémáinak megoldásához nyújt segítséget a szociális munkás.

## Szükségessége
A kórházi szociális munka szükségességét a következő tényezők váltották ki: 
- Megváltozott a társadalmi betegségstruktúra, a korábbi (sokszor halálos) fertőző betegségek helyett napjainkban már a krónikus betegségek (például (magas vérnyomás, cukorbetegség) érintik a népesség legnagyobb részét. Ezek a betegségek akár több évtizedig is eltarthatnak és komoly életminőség-romlást okozhatnak, ami mind a betegek, mind családjuk, mind az ellátórendszer számára nagy terhet jelent.
- Megváltozott a népesség korösszetétele, az elöregedő társadalomban egyre magasabb az idősebb és rosszabb egészségi állapotú rétegek aránya, emiatt tovább nő az ellátórendszer leterheltsége.
- Differenciálódott, szakosodott az orvostudomány, a gyógyítás folyamata többlépcsőssé vált.
- A hagyományos orvos-beteg kapcsolat átalakulóban van, a gyógyítás egyre inkább közösségi tevékenységgé válik, a gyógyítást végző csapatban a szak- vagy háziorvos és a szakápoló mellett szerepet kaphat a pszichológus, a kórházi szociális munkás, a dietetikus, a gyógytornász és szükség szerint más személyek is.

## Szerepe
- A kórházi szociális munkás segíti a kommunikációt és az együttműködést az egészségügyi szakszemélyzet (orvos, ápolást végző személyzet) és a beteg között.
- Segíti a betegség elfogadását, oldja a szorongást, javítja a beteg jövőképét.
- Támogatja a beteget életmódjának megváltoztatásában.
- Segíti az orvost, hogy jobban megértse a beteg helyzetét, körülményeit.
- Segít a beteg családjának a betegséggel való megküzdésben, segíti a beteg és családja közötti kommunikációt.
- Információt nyújt a betegnek a kórházból történő elbocsátás utáni lehetőségekről (otthonápolás, rehabilitáció).
- Segíti a beteg számára szükséges gyógyászati segédeszközök felkutatását, kölcsönzését, vásárlását.
- Önsegítő csoportok szervezésében vesz részt.
- Kutatási-oktatási tevékenységet végez. (Az Amerikai Egyesült Államokban az orvosképzésben részt vesznek szociális munkások.)

## Főbb területei szakmák szerint
- Pszichiátriai betegek gondozása
- HIV-fertőzöttek gondozása
- Hospice ellátás
- Geriátria